# STOP THE WAR
『STOP THE WAR』（ストップ・ザ・ウォー）は、日本のロックバンド、HEY-SMITHの4枚目のフルアルバムである。2016年5月18日にCAFFEINE BOMB ORGANICSより発売された。

## 概要
前作『Now Album』から約3年ぶり、MukkyとIoriの脱退後及び、Yuji、イイカワケン、かなすの加入後の新体制で初となるアルバム作品。
初回限定盤には、新曲お披露目ツアー全公演にて撮影された全48ページにわたるライブ写真フォトブックと、「Stop The War」のMV＋メイキング映像が収録されたDVDが付属する。

## 収録内容
| #         | タイトル                            | 作詞      | 作曲                   |      |
| --------- | ----------------------------------- | --------- | ---------------------- | ---- |
| 1.        | 「Instream」                        |           | 猪狩秀平               |      |
| 2.        | 「Stop The War」                    | 猪狩秀平  | 猪狩秀平               |      |
| 3.        | 「Dandadan」                        | 猪狩秀平  | 猪狩秀平               |      |
| 4.        | 「Don't Worry My Friend」           | 猪狩秀平  | 猪狩秀平               |      |
| 5.        | 「2nd Youth」                       | 猪狩秀平  | 猪狩秀平               |      |
| 6.        | 「Alive And Lucky」                 | 猪狩秀平  | 猪狩秀平、満           |      |
| 7.        | 「Truth Inside」                    | 猪狩秀平  | 猪狩秀平、Yuji         |      |
| 8.        | 「Let Me Fly」                      | 猪狩秀平  | 猪狩秀平               |      |
| 9.        | 「Radio」                           | 岡野務    | 岡野務                 |      |
| 10.       | 「What They Hide」                  | 猪狩秀平  | 猪狩秀平、イイカワケン |      |
| 11.       | 「Summer Breeze」                   | 猪狩秀平  | 猪狩秀平               |      |
| 12.       | 「Before We Leave」                 | 猪狩秀平  | 猪狩秀平               |      |
| 13.       | 「States Of War」                   | 猪狩秀平  | 猪狩秀平               |      |
| 14.       | 「Bogey Loves」(ボーナス・トラック) | 猪狩秀平  | 猪狩秀平               |      |
| 合計時間: | 合計時間:                           | 合計時間: | 合計時間:              | 0:00 |

## 楽曲解説
1. Instream
インストゥルメンタル曲。
2. Stop The War
アルバム表題曲。
MVが制作されている。
3. Dandadan
MVが制作されている[7]。次作のWorld Edition盤にも収録されている。
4. Don't Worry My Friend
5. 2nd Youth
MVが制作されている。次作のWorld Edition盤にも収録されている。
6. Alive And Lucky
7. Truth Inside
作曲に新メンバーのYujiが参加している。
8. Let Me Fly
9. Radio
猪狩秀平が「自身のルーツだ」と公言する大阪のパンクバンドKNUCKLESの楽曲のカバー[8]
10. What They Hide
作曲に新メンバーのイイカワケンが参加している。
11. Summer Breeze
12. Before We Leave
MVが制作されている。
13. States Of War
14. Bogey Loves
CD限定ボーナス・トラック[9]。
ボギー大佐に歌詞を載せたものとなっている[10]。